# Tunel pod Świną

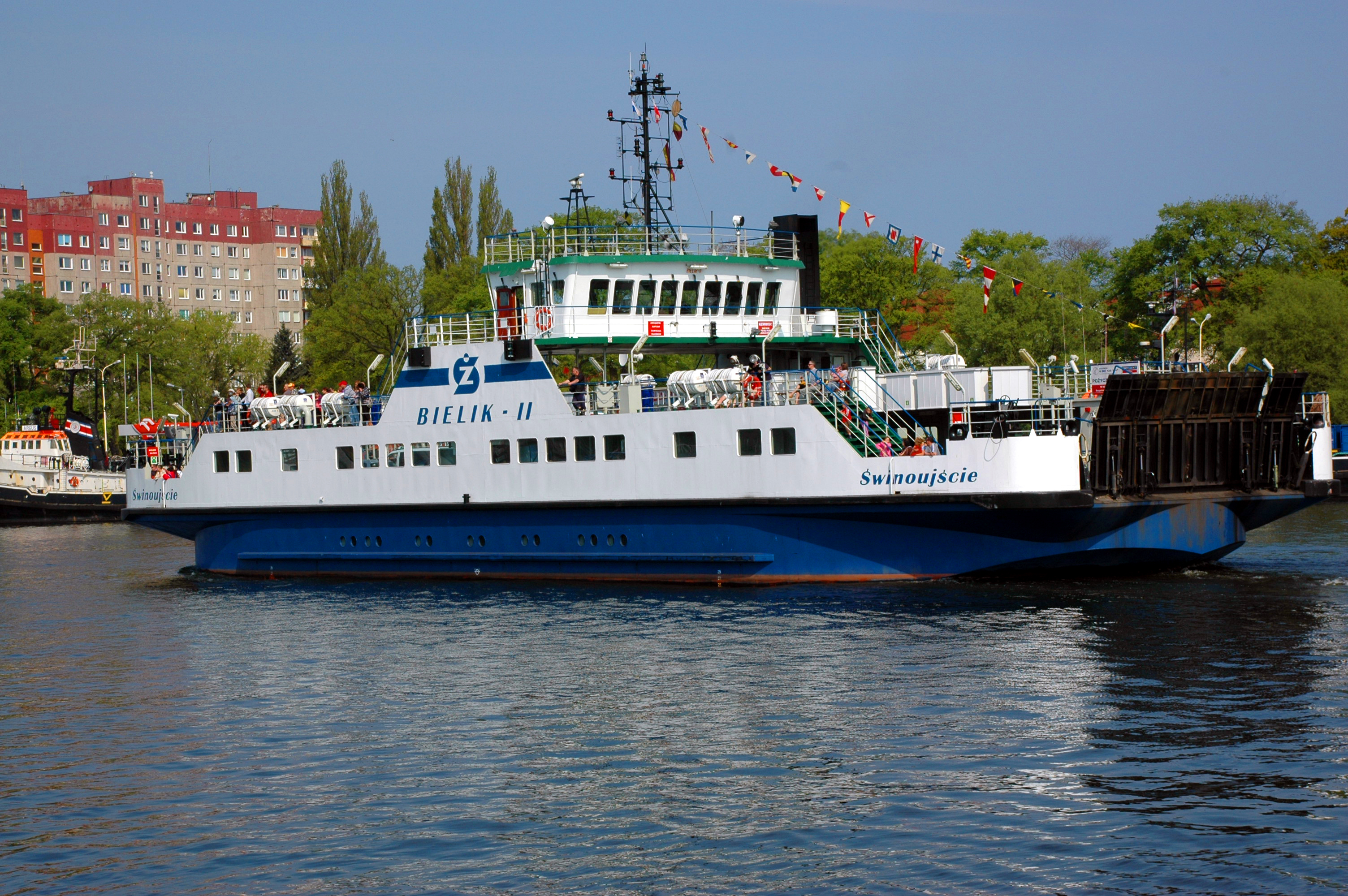
Prom MF Bielik II przeprawy miejskiej Świnoujście Warszów (dla pieszych i samochodów zarejestrowanych w Świnoujściu)

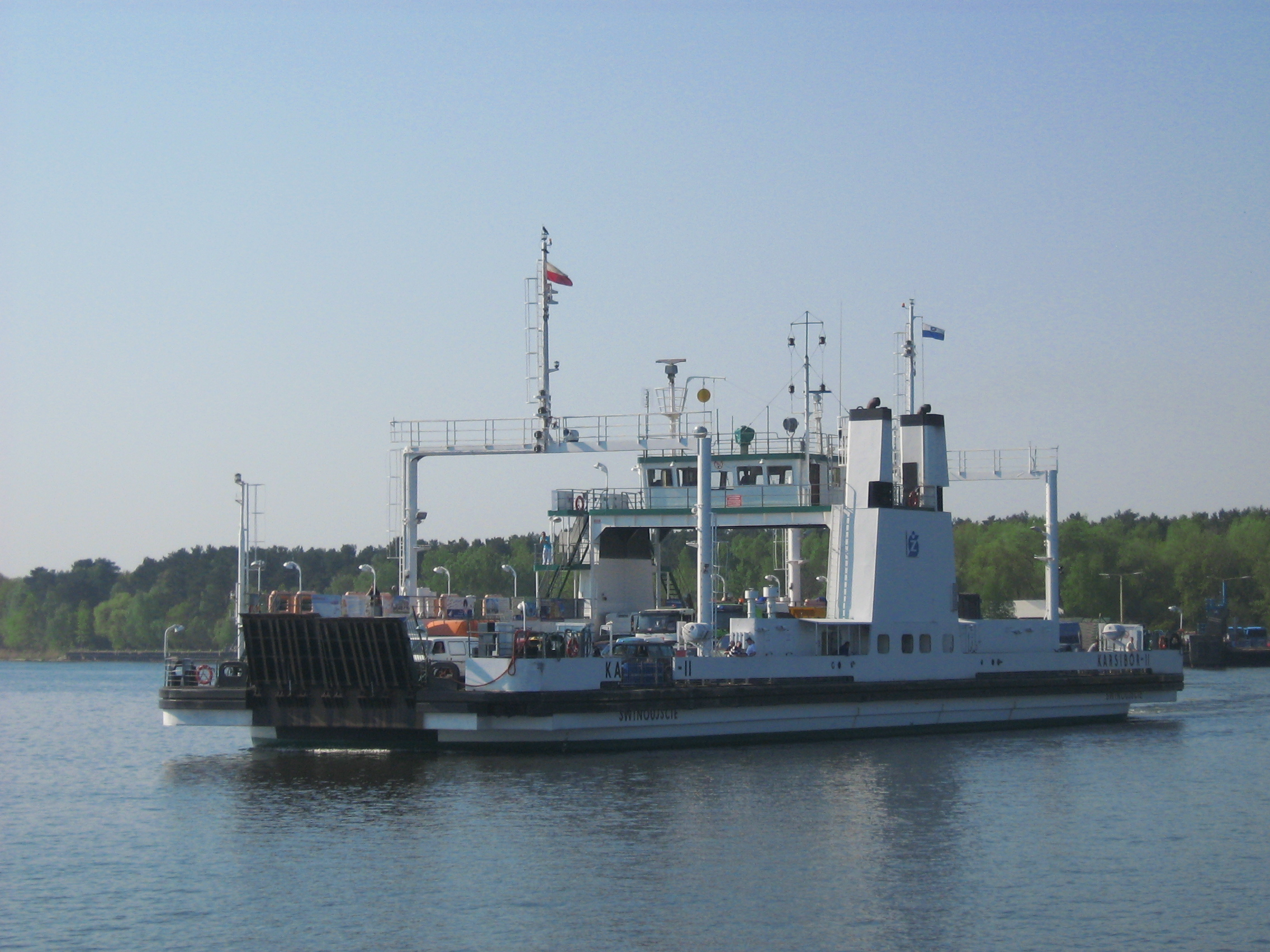
Prom MF Karsibór II na przeprawie Świnoujście Centrum (dla samochodów spoza Świnoujścia)

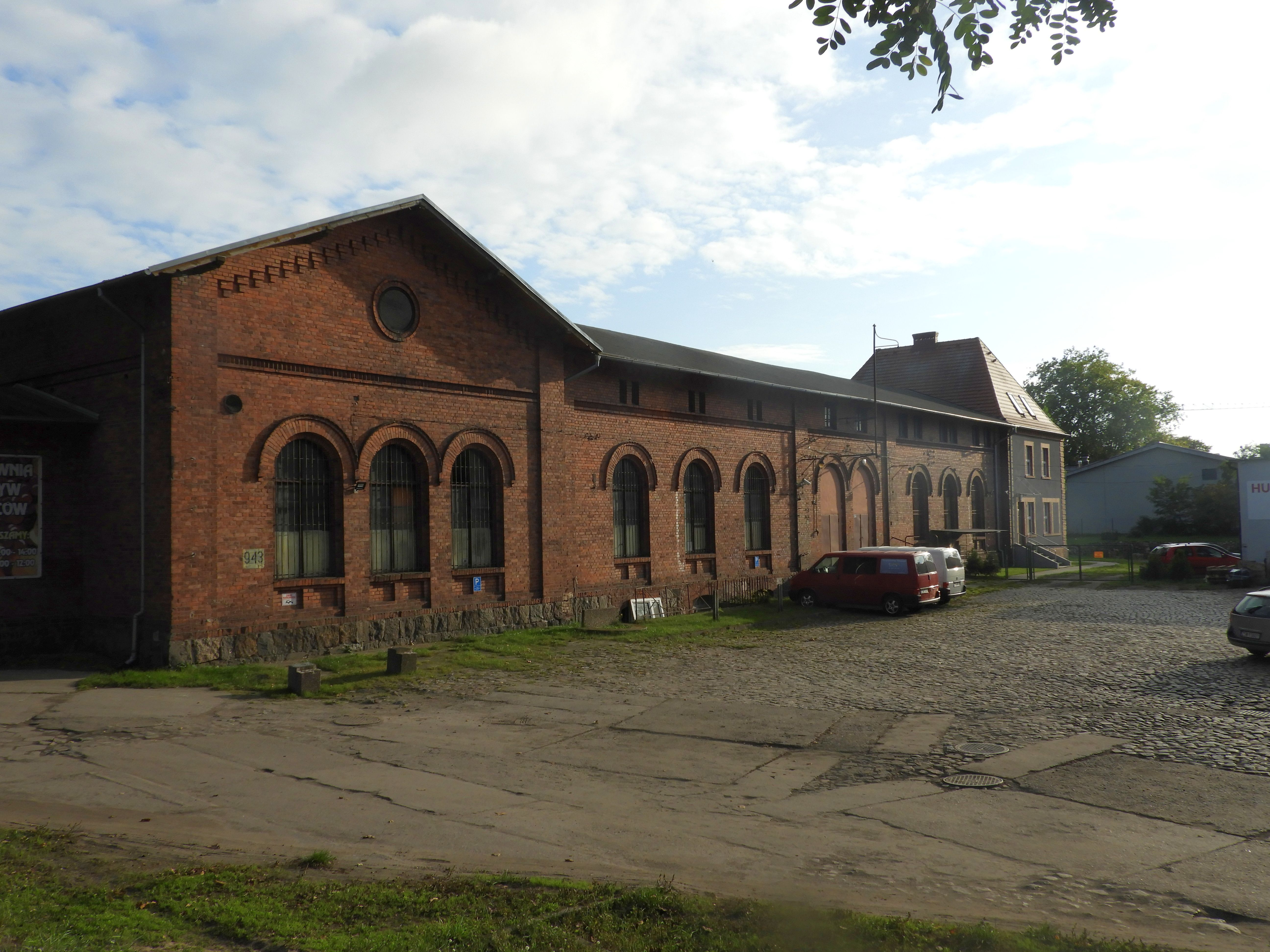
Dawny dworzec Świnoujście Główne, który przy obniżeniu torów miał znaleźć się pod ziemią.

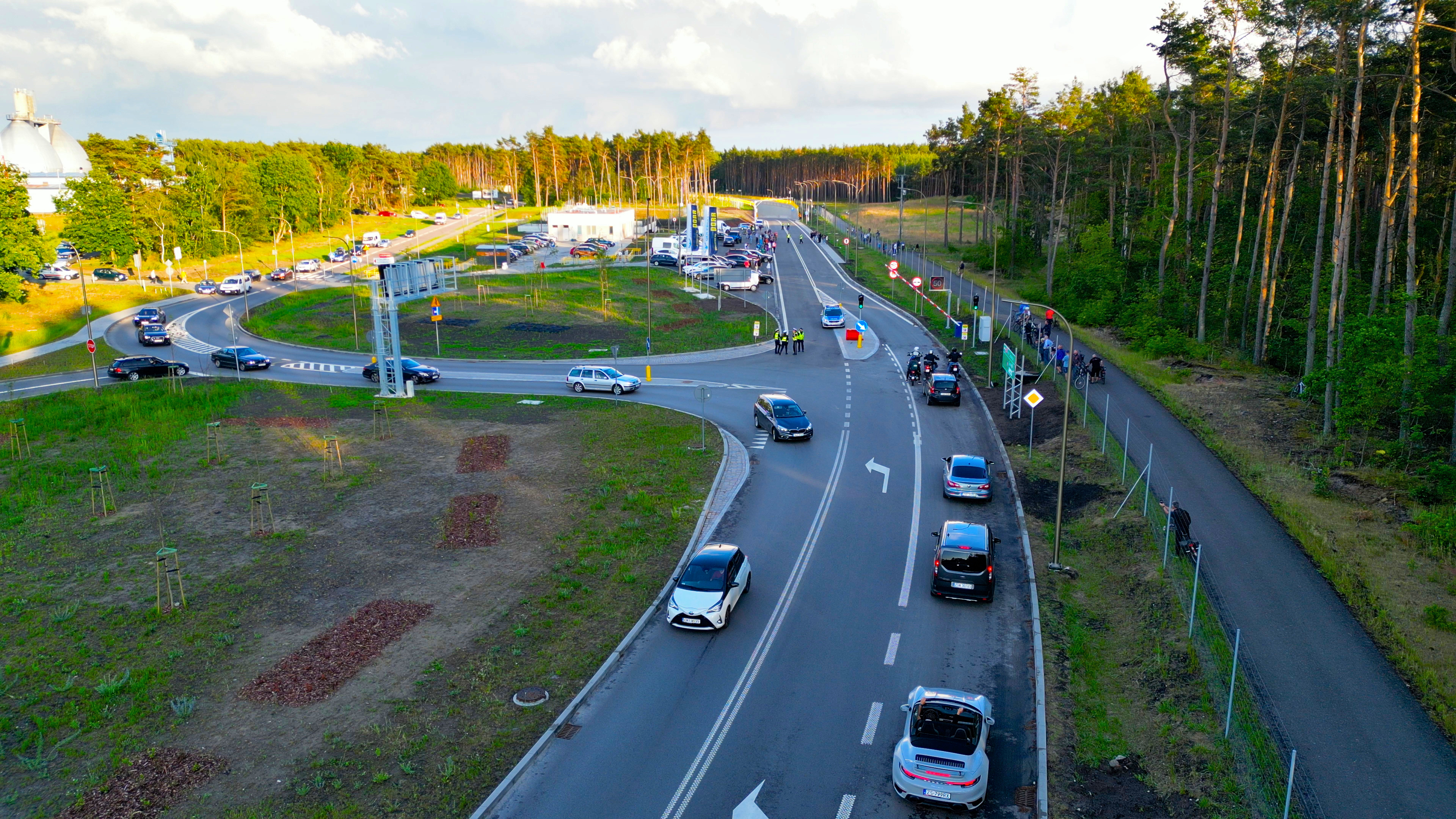
Moment otwarcia tunelu, 30 czerwca 2023

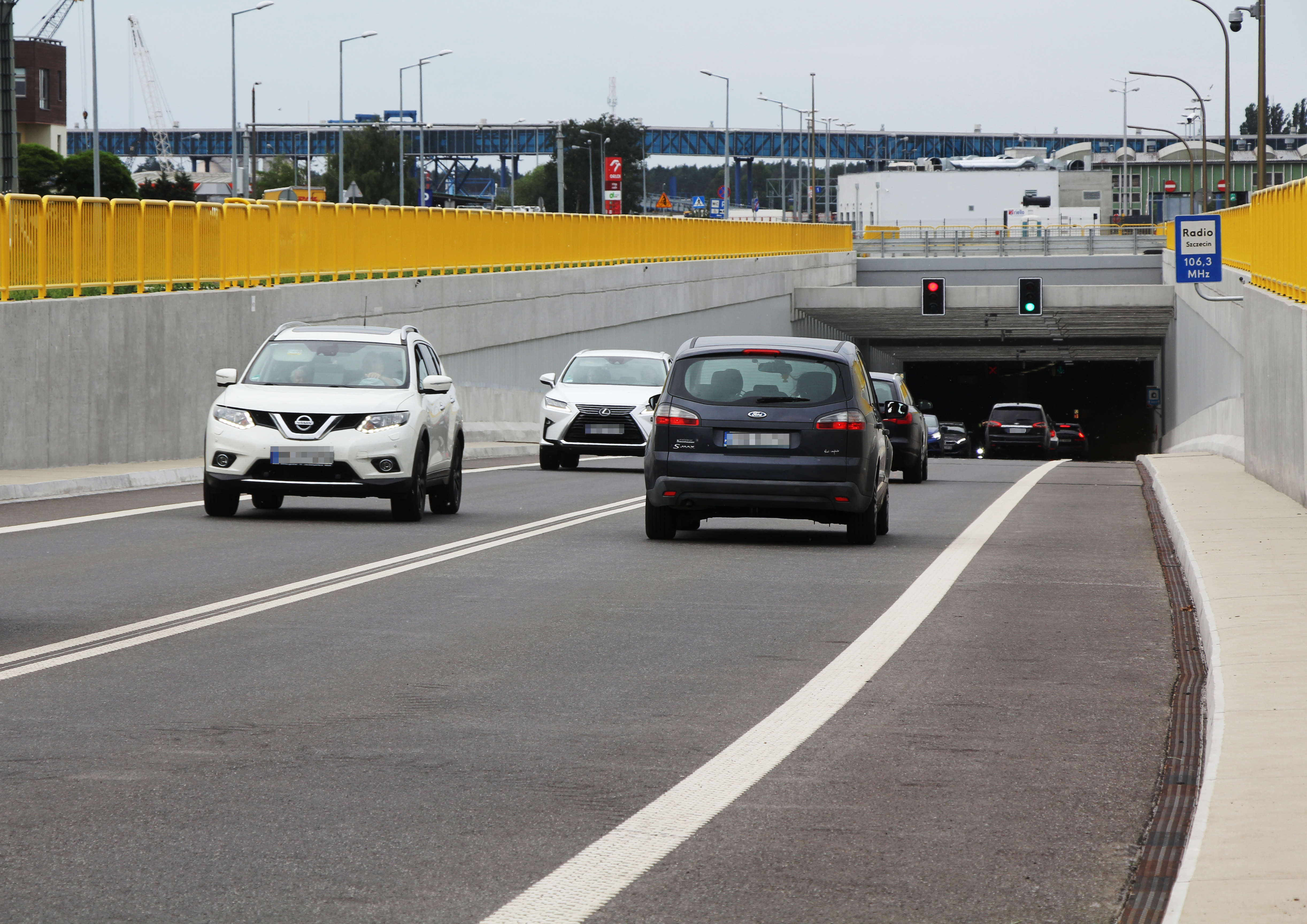
Natężenie ruchu od strony wschodniej tunelu

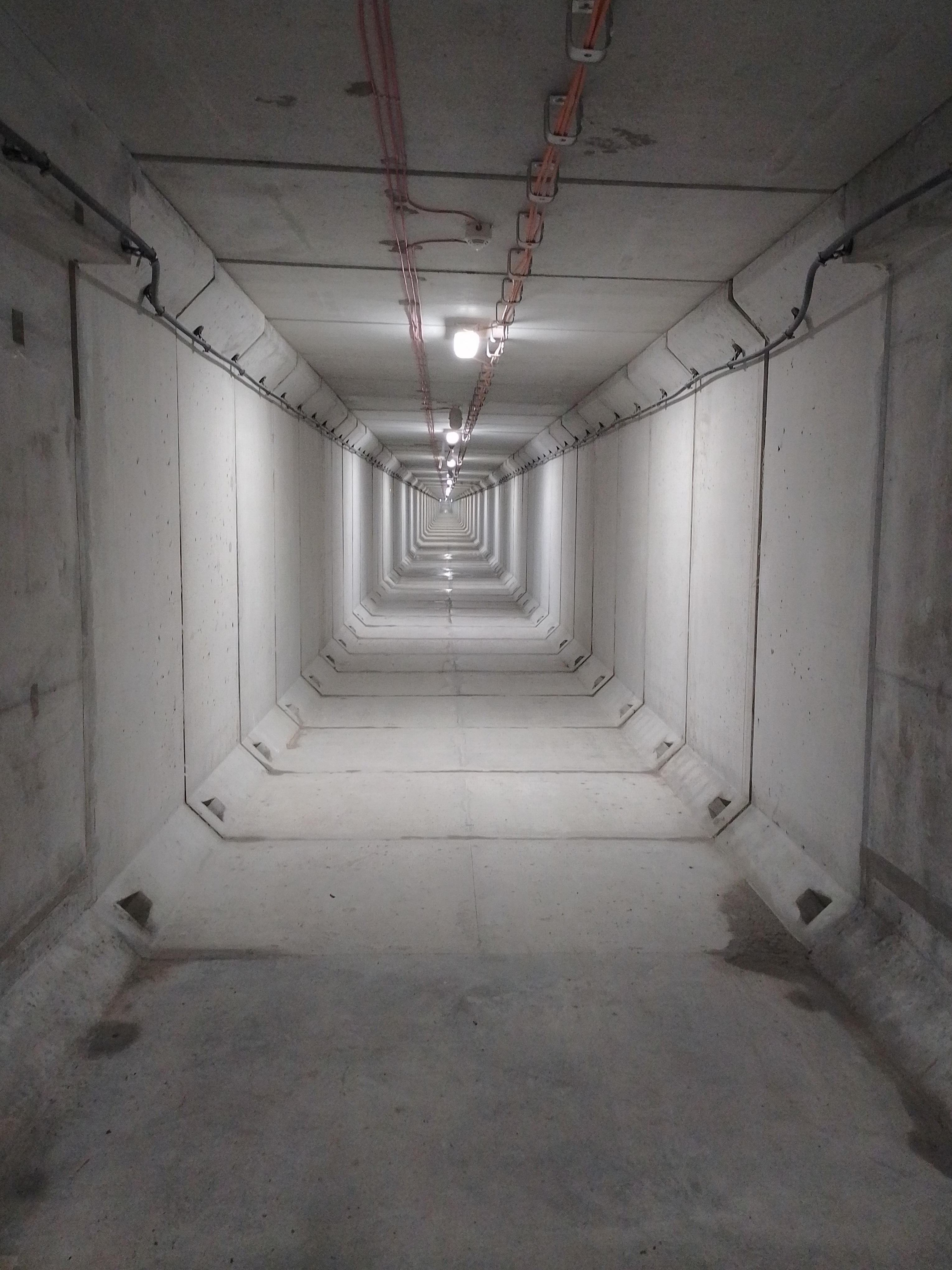
Tunel ewakuacyjny

Tunel pod Świną – tunel drogowy pod dnem Świny w Świnoujściu, łączący wyspy Uznam i Wolin, a tym samym lewobrzeżną część kurortu z resztą kraju; otwarty 30 czerwca 2023 roku. Budowa tunelu miała przełomowe znaczenie dla Świnoujścia. Tunel pod Świną stał się największą inwestycją w mieście od II wojny światowej oraz jedną z największych w regionie i kraju. Umożliwił on lepszy dostęp do Świnoujścia dla turystów, co przyczyniło się do wzrostu liczby odwiedzających miasto, którzy wcześniej unikali go ze względu na problemy z dojazdem.

## Charakterystyka
Tunel stanowi stałe połączenie w ramach drogi krajowej nr 93 między lewobrzeżną częścią Świnoujścia na wyspie Uznam, a wyspą Wolin i resztą kraju. Od strony zachodniej (lewobrzeże) wlot do tunelu znajduje się w sąsiedztwie ul. Karsiborskiej, a na wschodzie (prawobrzeże) na końcu polskiej części trasy europejskiej E65 przy ul. Fińskiej. Obiekt jest niedostępny dla pieszych, rowerzystów, pojazdów zaprzęgowych, ciągników rolniczych oraz pojazdów przewożących materiały niebezpieczne.
Świnoujście jest jedynym polskim miastem położonym na 44 wyspach i wysepkach, z czego zamieszkane są tylko trzy z nich: Uznam, Wolin i Karsibór. Większość mieszkańców (80% populacji) żyje w lewobrzeżnej części miasta na wyspie Uznam. Tam również znajduje się centrum usługowe oraz obiekty turystyczne, wypoczynkowe i uzdrowiskowe. W prawobrzeżnej części miasta na wyspie Wolin zlokalizowane są węzły komunikacji morskiej (Terminal Promowy Świnoujście) oraz kolejowej, a także obiekty przemysłowe, w tym port morski Świnoujście, Terminal LNG, Morska Stocznia Remontowa w Świnoujściu i inne. Tam swój przebieg rozpocznie droga ekspresowa S3, będąca częścią europejskiego połączenia E65. Rozdzielająca wyspy Świna pełni m.in. funkcję toru wodnego do portu w Szczecinie. 
Mieszkańcy lewobrzeżnego Świnoujścia nie mieli dotąd bezpośredniego połączenia drogowego z resztą Polski, a istniejące połączenia lądowe znajdowały się na terytorium Niemiec i wymagały przejazdu przez jeden z mostów nad Pianą. Komunikację wodną zapewniały jedynie dwie bezpłatne przeprawy promowe – Świnoujście Centrum z promami Karsibór oraz Świnoujście Warszów z czterema nowocześniejszymi jednostkami typu Bielik. Średni czas przeprawy przez Świnę (wraz z oczekiwaniem na wjazd na prom) zajmował 40 minut, a w sezonie letnim wydłużał się nawet do 3 godzin. Promy, choć stanowiły atrakcję turystyczną, były zawodne i awaryjne, przepustowość przepraw ograniczona, a funkcjonowanie komunikacji wodnej ponadto podatne było na warunki pogodowe. 

## Historia

### Lata przedwojenne
Na początku XX wieku wyspy Wolin i Uznam oddzielone przez nurt Świny były największym i najbardziej popularnym regionem wakacyjnym w Niemczech. Odwiedzali je królowie, pisarze i przedsiębiorcy, a wypoczywający w Świnoujściu, Ahlbecku, Heringsdorfie i Międzyzdrojach mówili o nim Nicea Północy. Jeszcze przed II wojną światową, zjawiskiem dość powszechnym na przeprawie promowej w Świnoujściu było występowanie długich kolejek samochodów oczekujących na przewiezienie promem. Już w latach 30. XX wieku istniały konkretne plany budowy tunelu pod Świną. Już wtedy zanotowano 54 tysiące odwiedzających rocznie, z 295 tysiącami noclegów. Motoryzacja była zaawansowana, a nie wszyscy podróżowali z Berlina pociągiem przez Karnin.
W mieście spotykały się Reichsstrasse 110 (Rostock–Anklam–Garz–Świnoujście) i Reichsstrasse 111 (Gützkow–Ahlbeck–Goleniów). Ruch na wschód, dodatkowo wzmocniony przez garnizon, kierowano przez sześciometrowej szerokości ulicę Lotsenstrasse (dzisiaj Bohaterów Września) do przepraw promowych, z których w 1936 roku przekraczały Świnę trzy: prom uliczny (Kehrwieder i Ostswine), nowy prom samochodowy Pommern oraz prom kolejowy. Dodatkowo kursowały małe promy motorowe. Wszystkie one utrudniały ruch statków towarowych do i ze Szczecina, największego niemieckiego portu nad Morzem Bałtyckim, oraz mogły doprowadzić do paraliżu wodnego. Ponadto działalność promów była uzależniona od pogody. W roku 1936 już drugiego dnia lodowatej pogody Deutsche Reichsbahn wstrzymała ruch między Wolinem a Uznamem. Dodatkowo promy były dość małe. Kehrwieder mógł przewieźć jednocześnie tylko trzy średniej wielkości samochody osobowe.
W roku 1936 zostały złożone wnioski o środki na budowę większego promu, który mógłby pomieścić 15 samochodów osobowych. Jednakże nawet on nie mógł przynieść rozwiązania, mimo że wydajność promów wydawała się imponująca. W lipcu 1932 roku przewieziono około 7 tysięcy pojazdów samochodowych. W roku podatkowym 1932/33 promy przetransportowały około 600 tysięcy osób, 800 motocykli i 25 tysięcy samochodów. Długie oczekiwanie – zwłaszcza latem – było jednak regułą.
Budowa mostu napotkała niewielką akceptację z powodu intensywnego ruchu żeglugowego na Świnie. Kriegsmarine także odrzuciło ten pomysł. Ostatecznie pozostała jedna opcja: tunel. To tylko on mógłby ułatwić płynny ruch między wyspami, między Szczecinem a Stralsundem, a także w kierunku Pomorza Tylnego i Prus Wschodnich. W 1935 roku Zarząd Budowlany Portu Świnoujście (Hafenbauamt Swinemünde) przedstawił projekt budowy tunelu w pobliżu dworca kolejowego, na północ od istniejącej przeprawy promowej Warszów. Tunel miał posiadać jedną jezdnię z dwoma pasami ruchu. Planowana długość tunelu wynosiła około 1220 metrów, a wraz z rampami wjazdowymi całkowita długość przeprawy miała wynosić 2100 metrów. Najniższy poziom jezdni w tunelu miał być położony 21,5 metra poniżej poziomu wody, przy głębokości toru wodnego wynoszącej 13,0 metra. Koszty budowy szacowano na około 200 milionów marek niemieckich. Autostrada i linia kolejowa miały początkowo prowadzić na przedłużeniu nasypu, który został nasypany w kierunku półwyspu Kosa Eichstaden, prosto do tunelu pod nowym szlakiem wodnym.
Koszty budowy 2-kilometrowego i szerokiego na 7,5 metra tunelu o nachyleniu 4 procent wynosiłyby między 18 a 20 milionów RM, w zależności od trasy. Na planowanie i czas budowy przewidziano cztery do pięciu lat. Jednocześnie z budową tunelu Świna, która przy Eichstaden i na początku kanał Mielińskiego (Mellinfahrt) ma silne zakręty, miał zostać wyprostowany, przesunięty na wschód i pogłębiony do 13 metrów. 
Projektowi temu przez pewien czas opierała się dyrekcja kolei w Szczecinie (Reichsbahndirektion Stettin). Początkowo postawiono na prom stralsundzki, który miał być przeniesiony do Świnoujścia po ukończeniu tamtejszej tamy. Później kolej zażądała tunelu dwururowego z tego powodu, że nachylenie 1:30 dla wjazdu do tunelu nie jest akceptowalne dla kolei. Przy głębokości tunelu wynoszącej 25 metrów pod poziomem wody średniej, przy akceptowalnym nachyleniu torowiska 1:80, rampy wjazdowe musiałyby mieć długość dwóch kilometrów, co z kolei byłoby nie do przyjęcia dla miasta. Te obawy zostały jednak rozwiane przez następujący plan: ulica Grunwaldzka (Hindenburga) jako przedłużenie trasy R110, która musiałaby być przekroczona przez linię kolejową, miała zostać obniżona o dwa metry w punkcie skrzyżowania, a stary tor portowy miał zostać poprowadzony na nasypie ponad nową linią kolejową. Dzięki temu nachylenie trasy kolejowej mogłoby zostać zmniejszone do 1:100. W tunelu droga i szyna miałyby biec razem do miejsca szybu wentylacyjnego, a następnie w oddzielnych tunelach. Dworzec kolejowy (na wyspie Uznam, przy dzisiejszej ulicy Grunwaldzkiej) zostałby przeniesiony pod ziemię.
W roku 1937 miasto podjęło zdecydowane i skuteczne kroki w celu stworzenia stałego, tunelowego połączenia. 1 listopada 1938 rząd w Szczecinie do budowy tunelu zarekomendował wybór firmy Grün & Bilfinger AG z Mannheim, która dysponowała dużym doświadczeniem w tego rodzaju projektach.
Projekt budowy tunelu został opracowany i zaakceptowany w krótkim czasie, a w sierpniu 1939 roku przetarg pozwolił wybrać wykonawcę. Grupy budowniczych tunelu przybyły nad Świnę i szybko rozpoczęły wstępne prace przygotowawcze. Niestety, po kilku miesiącach od wybuchu wojny, prace te zostały przerwane.

### Lata 60. i 70. XX wieku
Po wojnie, aby rozwiązać problem braku stałej przeprawy promowej, władze miasta analizowały zarówno budowę tunelu, jak i mostu (ze względu na kanał żeglowny brano pod uwagę most wysokowodny lub ruchomy). Na początku lat 60. XX wieku w Domu Rybaka w Świnoujściu odbyło się spotkanie naukowców, którzy przedstawili projekt budowy tunelu. W latach 70. XX wieku ówczesna Rada Ministrów podjęła decyzję o rozpoczęciu przygotowań do realizacji inwestycji mającej na celu stworzenie stałego połączenia. Dwa lata później Stowarzyszenie Inżynierów i Techników Komunikacji ogłosiło ogólnopolski konkurs techniczny na projekt koncepcyjny tego przedsięwzięcia. Rozważano możliwość budowy tunelu lub mostu wysokowodnego o prześwicie 65 metrów i rozstawie podpór na torze wodnym wynoszącym 180 metrów. Spośród dziewięciu zgłoszonych prac, osiem zespołów zaproponowało budowę tunelu przez Świnę, natomiast jeden zespół przedstawił koncepcję mostu o konstrukcji wiszącej. Tunel miał przechodzić na granicy portu wojennego i terenów Basenu Południowego, należącego do Armii Radzieckiej. Wjazd do tunelu na Uznamie miał znajdować się w okolicy skrzyżowania ulicy Grunwaldzkiej z 11 Listopada, następnie miał przebiegać dawnym torowiskiem obok ogrodzenia cmentarza do terenów wojskowych. Projekt nie został zrealizowany ze względu na sprzeciw armii Związku Socjalistycznych Republik Radzieckich, której wojska stacjonowały w Polsce, w tym także w Świnoujściu.

### III Rzeczpospolita
W 1996 powstał Społeczny Komitet Budowy Tunelu pod rzeką Świną w Świnoujściu, którego organizatorem był działacz i radny Stanisław Możejko. Gdy Stanisław Możejko objął urząd Prezydenta Świnoujścia w 1998 roku, zainicjował nawet przetarg na budowę tunelu, jednak brak zapewnienia finansowego doprowadził do unieważnienia tego projektu.
28 listopada 2006 roku prezydent Miasta Świnoujście, Janusz Żmurkiewicz, złożył wniosek do Ministra Transportu, Jerzego Polaczka, o wpisanie stałej przeprawy na Indykatywną Listę Projektów Programu Operacyjnego Infrastruktura i Środowisko na lata 2007–2013. Już w grudniu przyszła z ministerstwa informacja, że Minister Gospodarki Morskiej Rafał Wiechecki zawnioskował o wprowadzenie poprawki do budżetu państwa o utworzeniu rezerwy celowej w wysokości 2 milionów złotych na dokumentację przedwykonawczą dla tunelu. Pieniądze te zostały zapisane w rezerwie celowej Budżetu Państwa w styczniu 2007. 11 lipca 2007 roku, podczas wizyty w Świnoujściu, ówczesny premier Jarosław Kaczyński oficjalnie ogłosił plan budowy stałego połączenia między wyspami Uznam i Wolin. Przychylny stosunek władz centralnych oraz znaczące wsparcie ze strony ówczesnego posła okręgu szczecińskiego, Joachima Brudzińskiego, i ministra gospodarki morskiej, Rafała Wiecheckiego, doprowadziły do wpisania tej inwestycji 29 sierpnia 2007 na listę kluczowych Projektów Indywidualnych Programu Operacyjnego Infrastruktura i Środowisko 2007–2013. Umożliwiło to uzyskanie dofinansowania ze środków Unii Europejskiej. Przewidywano wówczas czas realizacji na lata 2009-2013. 11 lutego 2008 podpisano umowę między szczecińskim oddziałem GDDKiA i konsorcjum firm Damart, Pont-Projekt i Kontrakt o wykonanie studium techniczno-ekonomiczno-środowiskowego wraz ze studium wykonalności. Kwota na to przewidziana wyniosła 1 189 000 zł, a termin wykonania opracowania upływał 30 listopada 2008 r. 7 października 2008 roku zawarto preumowę pomiędzy GDDKiA oraz Centrum Unijnych Projektów Transportowych w sprawie finansowania zadania ze środków unijnych. Szansa na tunel zniknęła po zmianie rządu, gdy premier Tusk stwierdził, że Polska nie może sobie pozwolić na przeznaczenie unijnych funduszy na ten tunel. Już 9 grudnia 2009 podczas spotkania w Generalnej Dyrekcji Dróg Krajowych i Autostrad w Warszawie, dyrektor Magdalena Jaworska przekazała opracowanie KPMG zatytułowane „Analiza wykonalności finansowej projektu budowy stałego połączenia pomiędzy wyspami Uznam i Wolin w Świnoujściu w oparciu o hybrydowe partnerstwo publiczno-prywatne”. Poinformowała ona, że nie ma możliwości sfinansowania stałego połączenia w najbliższym czasie z powodu konieczności unikania pogłębiania deficytu budżetu państwa przed wejściem do strefy euro, priorytetowej budowy autostrad i dróg ekspresowych do roku 2012 oraz braku możliwości realizacji zadania do 2015 roku. Zadeklarowała, że do projektu będzie można wrócić po roku 2012. Środki z Unii Europejskiej, przeznaczone na budowę stałego połączenia, zostaną przekierowane na realizację innych zadań GDDKiA, a tunel zostanie sfinansowany wyłącznie ze środków budżetu państwa. Dyrektor Jaworska zobowiązała się również do wpisania zadania do Programu Budowy Dróg Krajowych na lata 2010-2015, realizowanego przez GDDKiA, co uczyniono w lutym 2010 roku. 26 sierpnia 2010 roku odbyło się spotkanie w Ministerstwie Infrastruktury z udziałem Radosława Stępnia, podsekretarza stanu. Podczas spotkania omówiono możliwości finansowania budowy stałego połączenia oraz remontów promów. Przedstawiciele Ministerstwa Infrastruktury potwierdzili, że w najbliższym czasie nie będzie możliwe sfinansowanie budowy stałego połączenia z budżetu państwa. Zaznaczono, że temat ten zostanie ponownie przeanalizowany w ramach kolejnej edycji programów unijnych na lata 2014-2020. 26 stycznia 2011 roku został ponownie złożony wniosek do Ministra Infrastruktury Cezarego Grabarczyka o dofinansowanie programu funkcjonalno-użytkowego oraz aktualizację studium wykonalności. W marcu 2011 roku stałe połączenie w Świnoujściu zostało ostatecznie wykreślone z listy Projektów Indywidualnych Programu Operacyjnego Infrastruktura i Środowisko 2007–2013. 
Jednocześnie w 2010 roku władze miasta ogłosiły, że dysponują obszerną dokumentacją studialną, na podstawie której podjęto decyzje dotyczące rodzaju i lokalizacji stałej przeprawy w Świnoujściu. Sporządzono ją zgodnie z aktualnymi wytycznymi Komisji Europejskiej dla infrastruktury drogowej zawartymi w Niebieskiej Księdze. W ramach dokumentacji przeanalizowano różne warianty budowy stałego połączenia między wyspami, w tym kilka opcji mostowych. Konsultacje i analizy były prowadzone z udziałem przedstawicieli inicjatywy JASPERS, Generalnej Dyrekcji Dróg Krajowych i Autostrad, ministerstw Infrastruktury i Rozwoju Regionalnego, Centrum Unijnych Projektów Transportowych, środowisk naukowych związanych z budową tunelu w Gdańsku oraz innych jednostek, w tym Urzędu Morskiego i instytucji związanych z obronnością państwa. Ostatecznie wybrano optymalny wariant budowy stałego połączenia w Świnoujściu, którym jest tunel w wariancie północnym, realizowany przy użyciu maszyn drążących.
12 lipca 2011 roku odbyło się posiedzenie Komisji Infrastruktury w Sejmie, które prowadził poseł Andrzej Adamczyk. W wyniku tego spotkania, 14 lipca uchwalono jednogłośnie dezyderat skierowany do Ministra Infrastruktury dotyczący budowy tunelu pod Świną. Dokument ten podkreślał konieczność kontynuacji prac przygotowawczych oraz zapewnienia finansowania inwestycji z budżetu państwa, a także wskazywał na potrzebę, aby rząd Rzeczypospolitej przejął wiodącą rolę w tym przedsięwzięciu. 25 stycznia 2013 roku Prezydent Miasta Świnoujście zwrócił się do Premiera RP z prośbą o wsparcie w sprawie dofinansowania prac przygotowawczych z obecnej edycji środków unijnych oraz o umieszczenie zadania budowy stałego połączenia na projektowanej liście dużych projektów w nowej edycji środków UE na lata 2013–2020. Na spotkaniu w Ministerstwie Infrastruktury i Rozwoju 15 kwietnia 2014 roku, uczestniczyli Andrzej Ździebło, Zbigniew Rynasiewicz, Dominik Rosati oraz Stanisław Gawłowski. Postanowiono, że w przypadku pomyślnych negocjacji Polski z Komisją Europejską dotyczących podziału środków na drogi i kolej, nie przewiduje się problemów z finansowaniem tunelu za pomocą funduszy unijnych. Ostateczne decyzje w kwestii dofinansowania miały zostać podjęte do września 2014 roku. Tak też się stało i 26 września 2014 roku doszło do podpisania umowy z Marszałkiem Województwa Zachodniopomorskiego, Olgierdem Geblewiczem, który wsparł powstanie programu funkcjonalno-użytkowego (PFU) za pomocą unijnej dotacji w wysokości 4,8 mln złotych. Fundusze te obejmowały opracowanie programu funkcjonalno-użytkowego, który był niezbędny do ogłoszenia przetargu na budowę w trybie zaprojektuj-wybuduj. Dzięki środkom z Regionalnego Programu Operacyjnego Województwa Zachodniopomorskiego na lata 2007–2013, miasto zleciło przygotowanie PFU. W dniu 14 listopada 2014 roku został podpisany Kontrakt Terytorialny dla Województwa Zachodniopomorskiego, który obejmował budowę tunelu w Świnoujściu. Strony kontraktu, czyli strona rządowa i samorządowa, ustaliły, że źródła finansowania będą pochodzić zarówno ze środków budżetu państwa, jak i jednostek samorządu terytorialnego, oraz mogą być także środki prywatne lub inne. Warunkiem realizacji inwestycji było opracowanie koncepcji realizacji wraz z mechanizmem finansowania, uwzględniającym zaangażowanie zarówno środków publicznych, jak i prywatnych, przy udziale Miasta Świnoujście. Mimo zmiany rządu po wyborach parlamentarnych w 2015 roku, nowe władze krajowe kontynuowały poparcie dla budowy stałego połączenia. 3 lutego 2015 roku, podpisano umowę z włoską firmą Technital w sprawie opracowania programu funkcjonalno-użytkowego. Harmonogram przewidywał zakończenie prac w listopadzie 2015 roku, jednak termin ukończenia programu został przesunięty na luty 2016 roku. Koszt tego opracowania wyniósł około 2,4 mln złotych, z czego 1,9 mln stanowiło dofinansowanie unijne. Ostatecznie jego odbioru dokonano 16 grudnia 2015 roku. Program ten zakładał budowę tunelu jednorurowego drążonego tarczą o średnicy 13 metrów, o długości 1444 metrów, całkowitej długości 2324 metrów oraz długości trasy około 3400 metrów. Koszt tej inwestycji szacowany był na 757,7 miliona złotych netto i 932 miliony złotych brutto. 
Równocześnie inwestycja została wpisana do Kontraktu Terytorialnego, co umożliwiło jej ubieganie się o kolejne środki, tym razem już na budowę tunelu. 22 października 2015 roku ogłoszono nabór konkursowy w ramach działania mającego na celu zwiększenie dostępności transportowej ośrodków miejskich leżących poza transeuropejską siecią transportową oraz odciążenie miast od nadmiernego ruchu drogowego, co otworzyło drogę do ubiegania się o środki finansowe z Unii Europejskiej. Już marcu 2016 roku Świnoujście we współpracy z inwestorem zastępczym (Generalną Dyrekcją Dróg Krajowych i Autostrad oddział Szczecin) złożyło wniosek o dofinansowanie inwestycji na poziomie 85% z europejskiego Programu Operacyjnego Infrastruktura i Środowisko na okres 2014–2020, a zaraz potem ogłosiło przetarg na wyłonienie wykonawcy w formule „zaprojektuj i wybuduj”. 14 kwietnia 2016 roku, podpisano aneks do porozumienia z 2007 roku pomiędzy Ministrem Transportu Andrzejem Adamczykiem, Dyrektorem Generalnym Dróg Krajowych i Autostrad Jackiem Bojarowiczem oraz prezydentem miasta Świnoujście Januszem Żmurkiewiczem. Już następnego dnia minister Andrzej Adamczyk podjął decyzję zobowiązującą GDDKiA do przeprowadzenia przetargu ograniczonego na zaprojektowanie i wybudowanie tunelu pod Świną.
Rok później – 28 kwietnia 2017 roku – Prezydent Miasta Janusz Żmurkiewicz podpisał z dyrektorem Centrum Unijnych Projektów Transportowych umowę o dofinansowanie projektu ze środków Unii Europejskiej (Program Operacyjny Infrastruktura i Środowisko 2014-2020), co pozwoliło zapewnić finansowanie inwestycji. Wartość przyznanego dofinansowania wyniosła 775 677 722,67 zł. Również we wrześniu 2017 roku opublikowano zestawienie podmiotów, które zgłosiły się do realizacji inwestycji. Najtańszą ofertę złożyło konsorcjum firm Toto Costruzioni Generali i ICM z Włoch (618,581 mln zł). Jednakże za najkorzystniejszą uznano ofertę złożoną przez konsorcjum Astaldi i Ghella (727,098 mln zł). Od tego rozstrzygnięcia, pozostali uczestnicy postępowania odwołali się do KIO, która unieważniła wybór Astaldi i nakazała ponowną ocenę ofert. Wyrok Izby zakwestionowała firma TOTO, która odwołała się do sądu. Po ostatecznym wyroku sądu komisja przetargowa dokonała ponownej oceny ofert i ostatecznie wybrano firmę Astaldi jako potencjalnego wykonawcę tunelu. Wyznaczono termin podpisania umowy, jednakże firma ostatecznie wycofała się. Procedurę zatwierdzania funduszy unijnych zakończono w czerwcu 2018 roku, uzyskując pozytywną akceptację Komisji Europejskiej, a GDDKiA została wyznaczona na inwestora zastępczego. Niespełna trzy miesiące później dokładnie 17 września 2018 roku o godzinie 11:35 na Placu Słowiańskim w Świnoujściu została podpisana umowa na zaprojektowanie i budowę tunelu pod Świną przez prezydenta miasta Janusza Żmurkiewicza wraz z trzecim oferentem – konsorcjum firm PORR (lider konsorcjum), PORR Bau, Gülermak Agir Sanayi Insaat ve Taahhut A.S oraz Energopolem Szczecin, którego oferta wyniosła 793,186 mln złotych. Zgodnie z umową z wykonawcą, tunel miał być gotowy jesienią 2022.

## Historia budowy
Inwestycja była realizowana w systemie "zaprojektuj i zbuduj," co oznaczało, że wykonawca miał zaprojektować, uzyskać niezbędne pozwolenia na budowę, wybudować tunel i uzyskać pozwolenie na jego użytkowanie. Dokumentacja projektowa wraz z wnioskiem o wydanie Zezwolenia na Realizację Inwestycji Drogowej (ZRID) na budowę tunelu łączącego wyspy Uznam i Wolin w Świnoujściu została złożona w Zachodniopomorskim Urzędzie Wojewódzkim 17 lipca 2019. Decyzję ZRID udało się uzyskać niezwykle sprawnie – w niespełna 3 miesiące. Posiadała rygor natychmiastowej wykonalności, co dało wykonawcy możliwość niezwłocznego przystąpienia do prac budowlanych. 7 października 2019 roku wojewoda zachodniopomorski wydał zezwolenie na realizację inwestycji drogowej, a już trzy dni później 10 października plac budowy został przekazany wykonawcy. 
Budowę podzielono na dwie części. Pierwsza obejmowała wloty i wyloty z tunelu, które wykonano w murach oporowych oraz metodą odkrywkową. Druga dotyczyła zasadniczego tunelu pod Świną, który został wydrążony przez maszynę drążącą (tzw. TBM). Maszyna użyta do wykonania przekopu była zautomatyzowanym urządzeniem, które zarówno drążyło tunel, jak i montowało jego obudowę. Na przedzie maszyny znajdowała się tarcza urabiająca, która, obracając się, drążyła tunel. Zastosowana w Świnoujściu maszyna była typu płuczkowego, często używanego do wykonywania tuneli pod rzekami.
W pierwszym etapie rozpoczęło się sprawdzanie saperskie terenu inwestycji, co było niezwykle ważne ze względu na często znajdowane w rejonie Świnoujścia niewybuchy z czasów II wojny światowej. Ruszyła również wycinka drzew, a teren inwestycji został wytyczony geodezyjnie. Z końcem 2019 roku ruszyły zasadnicze roboty związane z wykonaniem szybu (komory) startowego tunelu po stronie wyspy Uznam. Świnoujska TBM, która wydrążyła tunel, została wyprodukowana w Chinach, dokładnie w mieście Wuhan, gdzie pod koniec 2019 roku (a więc w trakcie budowy TBM) wybuchła pandemia COVID-19. W związku z tym inżynierowie nie mogli pojechać na miejsce, aby tam odebrać maszynę. Dlatego też maszyna została odebrana zdalnie. Był to pierwszy taki przypadek w Polsce.
W czerwcu 2020 maszyna TBM została odebrana od wykonawcy w Chinach, następnie została rozłożona na 129 części a następnie załadowana na statek i wysłana drogą morską do Świnoujścia, dokąd przybyła 7 października 2020 na pokładzie MS „Da Chang”. Po ponad miesięcznym rejsie, statek zacumował przy świnoujskim nabrzeżu w pobliżu budowy tunelu. Do transportu TBM ze statku na plac budowy wykonawca wybudował specjalnie wzmocnioną drogę; specjalnie utwardzony został także sam plac składowy. Przez kolejne tygodnie trwało montowanie maszyny w komorze startowej. Do tego zadania użyto dźwigów o udźwigu 650 i 250 ton. Najcięższy element TBM, który dźwig musiał podnieść i opuścić, ważył 280 ton. Już złożona TBM miała 105 metrów długości i 13,46 metra średnicy. Ważyła 2740 ton. Gotowa maszyna przeszła jeszcze drugą weryfikację.
5 marca 2021 rozpoczęło się drążenie tunelu tarczą TBM, która otrzymała imię Wyspiarka. Zakończenie drążenia tunelu nastąpiło 19 września 2021. Oficjalne otwarcie tunelu nastąpiło 30 czerwca 2023 roku. 
Decyzję dotyczącą użytkowania tunelu wydał 27 czerwca 2023 roku wojewoda zachodniopomorski. Dwa dni później, 29 czerwca 2023 roku, komisja odbiorowa potwierdziła zakończenie budowy tunelu oraz jego gotowość do eksploatacji. 30 czerwca 2023 roku tunel został otwarty dla użytkowników.
Z uwagi na niedostępność tunelu dla pieszych i rowerzystów, po oddaniu tunelu kursowanie promów "Bielik" na Świnie miało zostać utrzymane z częstotliwością 30 min. (w nocy obsługę ma zapewniać jedna jednostka). Dodatkowo miasto zakupiło 9 autobusów i przeprowadziło reorganizację sieci komunikacyjnej.
W pierwszym sezonie letnim po otwarciu tunelu ruch pojazdów przekraczał 20 tys. pojazdów dziennie, przy średniej oscylującej w granicach 16-17 tysięcy. W sezonie zimowym dziennie przejeżdża nim średnio około 10-11 tys. pojazdów. Ogółem w pierwszym półroczu funkcjonowania tunelu skorzystało z niego 2,5 mln samochodów, co odpowiadało dotychczasowej rocznej liczbie pojazdów przewiezionych promami.

## Koncepcje
W czasie opracowywania przeprawy przez Świnę przeanalizowano następujące warianty mostowe w czterech korytarzach: historycznym, północnym, środkowym i południowym, zarówno o przekroju 1x2, jak i 2x2, tj.:
| l.p. | rodzaj mostu | szacowany koszt budowy                                                                               | Szacowany roczny koszt eksploatacji wraz z utrzymaniem promu lub tramwaju wodnego dla ruchu pieszych |
| ---- | --- | --- | --- |
| 1    | most wysokowodny o prześwicie pionowym pod mostem min. 67 m                                                                 | od 1,200 do 1,700 mln zł                                                                             | 4,2 mln zł                                                                                           |
| 2    | most niskowodny nad Świną i most ruchomy nad kanałem żeglownym (prześwit pod mostem 9 m, szerokość przęsła ruchomego 2x50m) | 540 mln zł                                                                                           | 3,3 – 11,2 mln zł                                                                                    |
| 3    | Most ruchomy średniowysoki (prześwit 40 m)                                                                                  | Wariant odrzucony ze względu na kwestie techniczne oraz bezpieczeństwo ruchu drogowego               | Wariant odrzucony ze względu na kwestie techniczne oraz bezpieczeństwo ruchu drogowego               |
| 4    | most niskowodny nad Świną i tunel zatapiany pod kanałem żeglownym                                                           | 880 mln zł                                                                                           | 11,2 mln zł                                                                                          |
| 5    | most niskowodny z częścią ruchomą nad kanałem żeglownym                                                                     | 490 mln zł                                                                                           | 3,2 mln zł                                                                                           |
| 6    | most wysokowodny ze spiralami wjazdowymi                                                                                    | Wariant odrzucony ze względu na kwestie techniczne, środowiskowe oraz bezpieczeństwo ruchu drogowego | Wariant odrzucony ze względu na kwestie techniczne, środowiskowe oraz bezpieczeństwo ruchu drogowego |

Powody, dla których ostatecznie odrzucono realizację wariantów mostowych, były następujące:
- most ruchomy niskowodny nie zapewniał stałego połączenia, z szacowanym zamknięciem dla pojazdów samochodowych średnio przez 5,3 godziny na dobę,
- nawigacja w pobliżu mostu generowałaby dodatkowe koszty i wydłużała czas przeprawy dla statków,
- istniała możliwość łatwego zablokowania dostępu do portu w Szczecinie przez działania dywersyjne lub awarie[17].

Chociaż podstawową zaletą mostu ruchomego były niskie koszty budowy i utrzymania, negatywna opinia wojska i Urzędu Morskiego uniemożliwiła realizację tego wariantu. Według autorów opracowania, mosty nie są budowane w pobliżu infrastruktury wojskowej, a w przypadku Świnoujścia obejmuje ona bazę NATO, jednostki Marynarki Wojennej, strategiczne magazyny wojskowe oraz szlaki żeglugi wojskowej do Szczecina.
Wady związane z realizacją mostu wysokowodnego obejmowały:
- bardzo wysokie koszty budowy,
- negatywny wpływ na gospodarkę morską, ze względu na brak możliwości określenia wymaganego prześwitu mostu, co jest istotne dla dynamicznie zmieniających się potrzeb przemysłu, takich jak dostęp do portu i stoczni w Szczecinie oraz transport konstrukcji wielkogabarytowych, które wymagają około 80 metrów prześwitu,
- znaczne oddziaływanie na środowisko z uwagi na duży obszar wymagany pod budowę najazdów na most,
- negatywna opinia wojska i Urzędu Morskiego[17].

## Koszt
Koszt całej inwestycji wyniósł ponad 912 milionów złotych, z czego 85% (775,6 mln zł) stanowiło dofinansowanie z Funduszy UE z Programu Operacyjnego „Infrastruktura i środowisko” (2014–2020), natomiast pozostałe 15 proc. (136,9 mln zł) pokryto z budżetu gminy Świnoujście.

## Kamienie milowe
- 100 000 pojazdów – po tygodniu od otwarcia[36]
- 200 000 pojazdów – 11 lipca 2023, 12 dni po otwarciu[37][38]
- 400 000 pojazdów – 26 lipca 2023, 26 dni po otwarciu[39]
- 500 000 pojazdów – po miesiącu od otwarcia[40][41]
- 900 000 pojazdów – 25 sierpnia 2023, 56 dni po otwarciu
- 1 milion pojazdów – 1 września 2023, dwa miesiące po otwarciu[42]
- 4 miliony pojazdów – początek maja 2024[43]
- 4 643 554 pojazdów – 30 czerwca 2024, przez rok po otwarciu tunelu[44]

## Specyfikacja tunelu
Całkowita długość dróg dojazdowych to 3,4 km. Tunel o łącznej długości 1,780 km został wykonany przy użyciu technologii tarczy drążącej TBM –1,484 km oraz metody podstropowej – 0,295 km. Średnica wewnętrzna tunelu ma 12 metrów, na którą składa się dwukierunkowa jezdnia z pasami ruchu o szerokości 3,5 m, a także tunel ewakuacyjny (galeria ewakuacyjna poniżej jezdni). Najgłębsze miejsce tunelu pod dnem Świny to ok. 38 m p.p.m.

## Tunel w kulturze
W 2019 roku miała miejsce premiera gry planszowej Tunel pod Świną. Zwycięzcą zostaje ten gracz, który najszybciej wybuduje tunel.